# Nematodirella longissimesspiculata
Nematodirella longissimesspiculata är en rundmaskart. Nematodirella longissimesspiculata ingår i släktet Nematodirella, och familjen Trichostrongylidae. Arten är reproducerande i Sverige.